# Byssz Róbert
Byssz Róbert (Berkenyéd, 1893. november 2. – Budapest, 1961. július 8.) festő, karikaturista, grafikus, újságíró.

## Életpályája
1926-tól az Est című lap újságírója, karikaturistája és művészeti szerkesztője volt. Plakátokat, reklámgrafikákat és könyvillusztrációkat is tervezett. Őt tekintik a modern magyarországi sportkarikatúra megteremtőjének. Könyv alakban is kiadott sportkarikatúra sorozatával részt vett az 1932. évi nyári olimpiai játékok művészeti versenyein. Reklámgrafikáival 1933-ban szerepelt a milánói triennálén. 1941-től 1945-ig a Magyar Filmvállalat sajtófőnöke, majd a második világháború után különféle magyarországi élclapok – többek között a Ludas Matyi és a Pesti Izé – karikaturistája lett. 1948-tól az Ország-Világ és a Rádióújság, valamint a Színház és Mozi képszerkesztője volt.
Felesége Keszthelyi Gizella volt, fia Byssz Róbert.

## Főbb művei
- Byssz Róbert sportkarikatúrái (Budapest, 1932)
- Utazzunk! Byssz Róbert képeskönyve (Budapest, 1934)
- Felcsaptam filmcsinálónak. Kaland egy film születése körül. (Budapest, 1942)

Táncos mandolinnal (tus, tempera, fedőfehér, papír 29,7 x 21 cm Jelezve jobbra fent: Byssz)